# Палацо Пињано
Палацо Пињано (итал. Palazzo Pignano) је насеље у Италији у округу Кремона, региону Ломбардија.
Према процени из 2011. у насељу је живело 1183 становника. Насеље се налази на надморској висини од 81 м.

## Становништво
Према резултатима пописа становништва 2011. у општини је живело 3.848 становника.
| 1931. | 1936. | 1951. | 1961. | 1971. | 1981. | 1991. | 2001. | 2011. |
| ----- | ----- | ----- | ----- | ----- | ----- | ----- | ----- | ----- |
| 2.237 | 2.203 | 2.373 | 2.239 | 2.251 | 2.360 | 2.754 | 3.590 | 3.848 |